# Pimoa mude
Espèce
Pimoa mude est une espèce d'araignées aranéomorphes de la famille des Pimoidae.

## Distribution
Cette espèce est endémique du Népal. Elle se rencontre dans le district de Solukhumbu.

## Description
La femelle holotype mesure 6,25 mm.

## Étymologie
Son nom d'espèce lui a été donné en référence au lieu de sa découverte, Mudhe.

## Publication originale
- Xu, Zhang, Yao, Ali & Li, 2021 : « Thirty-five new species of the spider genus Pimoa (Araneae,Pimoidae) from Pan-Himalaya. » ZooKeys, no 1029, p. 1-92 (texte intégral).